# 蚓腹银斑蛛
蚓腹银斑蛛（学名：[Ariamnes cylindrogaster] 错误：{{Lang}}：文本有斜体标记（帮助））为球蛛科银斑蛛属的动物。分布于日本、台湾以及中国大陆的甘肃、河南、浙江、湖南、四川、福建、海南、贵州、云南等地，常生活于松树和柳树林内。